# Бординичи
Бордини́чи (бел. Бардзіні́чы) — деревня в составе Каменского сельсовета Чаусского района Могилёвской области Республики Беларусь.

## Население
- 2010 год — 37 человек